# Zeta Tucanae
Zeta Tucanae (ζ Tuc, ζ Tucanae) è una stella della sequenza principale di classe spettrale F9.5-V e di magnitudine apparente di +4,20, situata nella costellazione del Tucano.
È una delle stelle più prossime al Sole, trovandosi a circa 28 anni luce di distanza dal Sistema solare.

## Osservazione
Si tratta di una stella situata nell'emisfero australe. La sua posizione è fortemente meridionale e ciò comporta che la stella sia osservabile prevalentemente dall'emisfero sud, dove si presenta circumpolare anche da gran parte delle regioni temperate; dall'emisfero nord la sua visibilità è invece limitata alle regioni temperate inferiori e alla fascia tropicale. Essendo di magnitudine 4,2, la si può osservare anche dai piccoli centri urbani senza difficoltà, sebbene un cielo non eccessivamente inquinato sia maggiormente indicato per la sua individuazione.
Il periodo più propizio per la sua osservazione nel cielo serale ricade nei mesi compresi fra settembre e gennaio.

## Caratteristiche
Zeta Tucanae è di tipo spettrale F9.5V, le cui caratteristiche la rendono piuttosto somigliante al Sole. La massa è la stessa ed è solo un po' più luminosa (1,26 L⊙) e più grande (1,07 R⊙). Un eccesso di radiazione infrarossa mostrata dal telescopio spaziale Spitzer rivela la presenza di un disco circumstellare attorno alla stella ad una distanza minima di 2,3 UA, con una temperatura di 218 K.
L'età è stata stimata da Trilling et al. in 3 miliardi di anni, mentre Kospal e colleghi stimano l'età della stella di poco superiore a quella del Sole, in 4840 milioni di anni Per le sue caratteristiche la stella mostra un notevole interesse per la ricerca di pianeti extrasolari in grado di ospitare la vita.

## Il cielo da Zeta Tucanae
Le due stelle più vicine a ζ Tucanae sono due deboli nane rosse, a 3 e 6 anni luce, seguite da p Eridani, una nana arancione situata a 6,3 a.l. e poco più vicina a Zeta Tucanae rispetto a Beta Hydri, una nana gialla simile al Sole che, a quella distanza, brillerebbe di magnitudine 0, e sarebbe la terza stella in assoluto più luminosa vista da un ipotetico pianeta in orbita attorno a ζ Tucanae, superata solo da Canopo e Achernar. Più brillante che vista dalla Terra sarebbe anche γ Pavonis, che a una distanza di poco più di 9 anni luce sarebbe la sesta stella in assoluto più vicina a Zeta Tucanae, e brillerebbe di magnitduine +1,65. Il Sole invece, sarebbe una debole stella di magnitudine visibile a metà strada tra Megrez e Kappa Draconis. Sensibilmente meno luminose perché più distanti di quanto non lo siano dalla Terra sarebbero invece Alfa Centauri, Sirio, Vega, Capella e Arturo.